# Alyxia magnifolia
Alyxia magnifolia là một loài thực vật có hoa trong họ La bố ma. Loài này được F.M.Bailey mô tả khoa học đầu tiên năm 1910.